# Compton Beauchamp
Compton Beauchamp is een civil parish in het bestuurlijke gebied Vale of White Horse, in het Engelse graafschap Oxfordshire met 50 inwoners.